# Lobotes
Lobotes è un genere di pesci ossei marini e d'acqua salmastra. Si tratta dell'unico genere appartenente alla famiglia Lobotidae.

## Distribuzione e habitat
Le due specie del genere sono diffuse in tutti i mari tropicali e subtropicali. Lobotes surinamensis è presente, molto raro, nel mar Mediterraneo.

## Descrizione
Il corpo di questi pesci è alto e appiattito lateralmente. La testa è appuntita, di forma triangolare. Non hanno denti. La pinna dorsale è unica, composta da una parte anteriore bassa con raggi spinosi e da una parte a raggi molli posteriore che forma un vistoso lobo arrotondato. La pinna anale ha una breve parte spinosa e un lobo posteriore simile a quello della dorsale. Questi due lobi molli, assieme alla pinna caudale a bordo posteriore arrotondata, danno l'impressione che il pesce abbia tre code. La taglia massima supera il metro.

## Biologia
I giovanili si lasciano trasportare dalla corrente confidando nel mimetismo criptico per la grande somiglianza con una foglia caduta in acqua. Si crede che le larve siano pelagiche.

## Specie
- Lobotes pacificus
- Lobotes surinamensis[2]